# Slag bij Hartville
De Slag bij Hartville vond plaats tussen 9 januari en 11 januari 1863 in Wright County (Missouri) tijdens de Amerikaanse Burgeroorlog.

## Achtergrond
Begin januari 1863 leidde brigadegeneraal John S. Marmaduke een raid in Missouri. De colonne onder kolonel John C. Porter werd erop uitgestuurd om de Noordelijke post bij Hartville aan te vallen. Toen Porter op 9 januari de stad naderde, stuurde hij een eenheid vooruit om te verkennen. Ondertussen rukte Porter op naar Marshfield, Missouri. Op 10 januari vernietigden Porters soldaten Noordelijke installaties en vonden ze aansluiting bij Marmadukes colonne. Marmaduke had berichten ontvangen dat de Noordelijken hem achterna zaten.
Op 10 januari naderde een Noordelijke ontzettingscolonne onder leiding van kolonel Samuel Merrill. Toen ze arriveerden in Hartville merkten ze dat de stad verlaten was. Ze trokken verder naar Springfield. Op 11 januari vonden de eerste schermutselingen plaats tussen Porters soldaten en Merrills verkenners.

## De slag
Marmaduke was in de veronderstelling dat hij door verschillende eenheden aangevallen werd. Hij stuurde Porter en Shelby langs een andere weg naar Hartville. Ondertussen nam Merril een sterke defensieve positie in ten westen van het gerechtsgebouw. De volgende vier uur werd deze positie aangevallen door de Zuidelijken. Deze aanvallen werden telkens afgeslagen. Daarna trok Merril zijn soldaten terug.

## Gevolgen
Beide legers zagen hun tegenstander zich terugtrekken. Daarom eisten beide partijen de overwinning op. De waarheid lag ergens tussen in. De Zuidelijke aanvallen waren afgeslagen, maar de Noordelijken hadden zich als eerste teruggetrokken. Daarop trok Marmaduke Hartville binnen en richtte daar een veldhospitaal in. Daarna moest hij zich terugtrekken omdat ze over te weinig voorraden beschikten.
De expeditie zelf had grote schade toegebracht aan de Noordelijke linies. Verschillende kleinere buitenposten waren vernietigd of verlaten. Toch bleef het uiteindelijk doel van de Zuidelijken in Noordelijke handen, namelijk de depots in Springfield.